# Sint-Joriskerk (Riga)

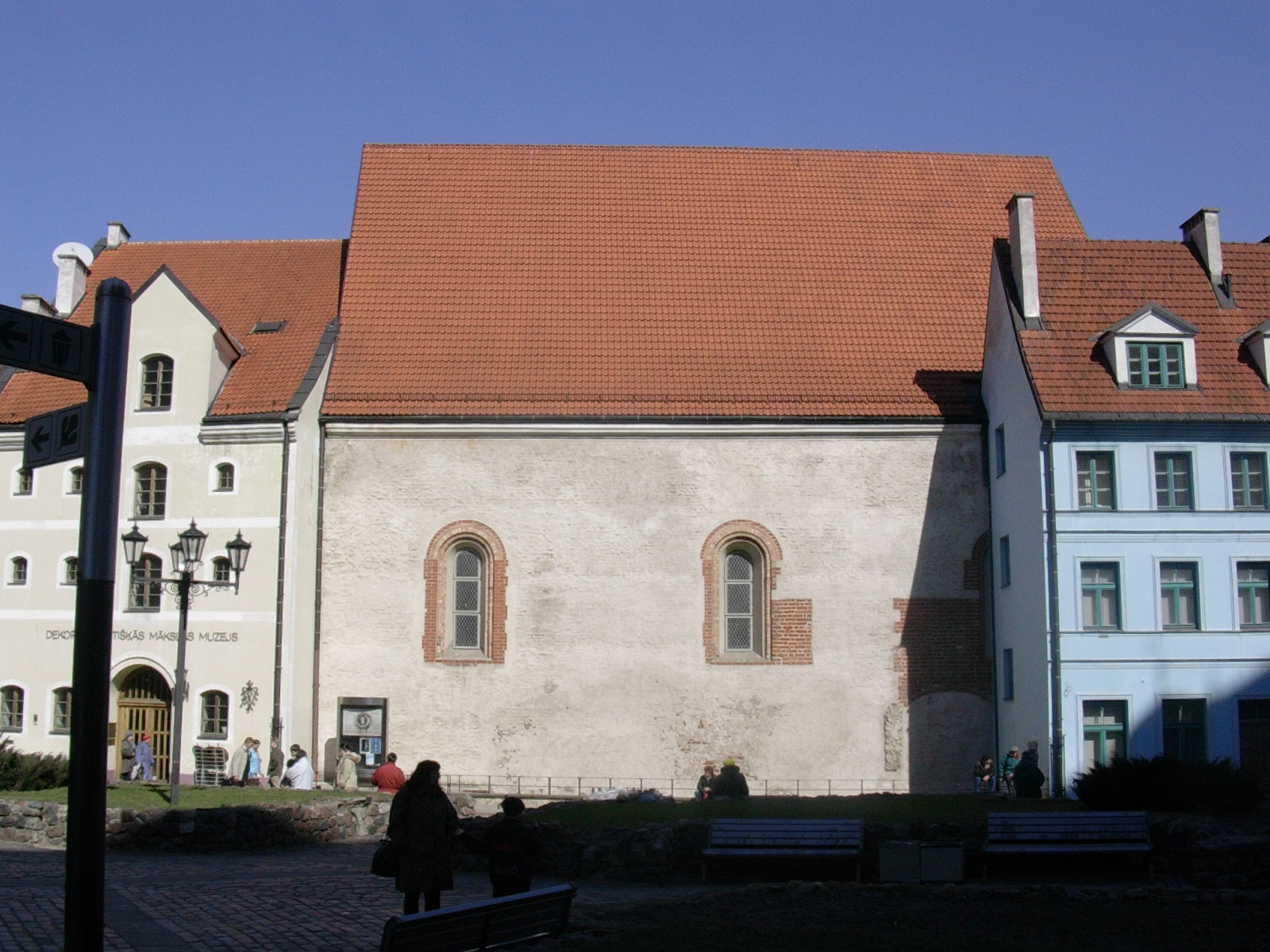
Sint-Joriskerk, zuidgevel

De Sint-Joriskerk (Lets: Svētā Jura baznīca) was oorspronkelijk een rooms-katholieke kerk in Riga, de hoofdstad van Letland. Het is het oudste nog bestaande stenen gebouw in die stad en is in de loop van de eeuwen voor verschillende doeleinden gebruikt. Na een grote restauratie biedt het nu onderdak aan het Letse museum voor Toegepaste kunst en Design.

## Stichting
De stichter van Riga, bisschop Albert van Buxhoeveden liet al rond 1204 een versterking bouwen voor hemzelf en de door hem gestichte Orde van de Zwaardbroeders. Deze gebouwen vormden een complex dat tussen de huidige Skārņu iela (Vleeshouwersstraat), Kalēju iela' (Smedenstraat) en Jāņa sētu (Johanneshof) in de oude hart van Riga lag. Volgens de kronieken was er in 1208 al een kapel aan de zuidkant van dit kasteel, gewijd aan Sint-Joris, de schutspatroon van de ridders. Het kasteel was gebouwd uit dolomiet, een harde kalksteen, en werd daarom wel Baltā akmens pils (het witte steen) genoemd. 
De Zwaardbroeders werden in 1237 als Lijflandse Orde een onderdeel van de Duitse Orde. Riga ontwikkelde zich als handelsstad en had als lid van de Hanze een zelfbewuste burgerij. De belangen van ridders en kooplieden botsten nogal eens. Bij het eerst grote conflict in 1297 staken de burgers van Riga het kasteel van de ridders in brand, zodat de Sint-Joriskerk in de as werd gelegd.

## Gasthuis
In de 14e eeuw werd het gebouw hersteld om onderdak te bieden aan het Heilige Geestgasthuis. De ridders bouwden een nieuw kasteel, buiten de stadswal aan de rivier op de plek waar voordien het Heilige Geestklooster stond, dat plaats ruilde met het vroegere kasteel. In de 15e eeuw werd de Svētā gara konventa sētu (Heilige Geest-kloosterhof) aan de Franciscanen overgedragen.

## Pakhuis
Tijdens de reformatie in de 16e eeuw werd de Sint-Joriskerk weer vernield. Handelaars in hennep, linnen en timmerhout gebruikten het gebouw daarna gedurende de 17e en 18e eeuw. Er vonden verbouwingen waarbij het gebouw in drie pakhuizen werd onderverdeeld: Blauwe, Witte en Bruine Duif. Het bleef als opslagruimte in gebruik tot halverwege de jaren 80 van de 20e eeuw.

## Restauratie
Het hierin gespecialiseerde bureau PKZ Pracownie Konserwacji Zabytków (Ateliers voor Monumentenzorg) uit Polen verrichtte eerst archeologisch, bouwkundig en historisch onderzoek en voerde vervolgens een restauratie uit, die in 1988 werd voltooid. Het gebouw is nationaal erkend als monument van bouwkunst met registratienummer 6565. Het is het enige gebouw in Riga dat nog elementen in Romaanse stijl kent.
De Sint-Joriskerk, met het adres Skārņu iela 10/12,  herbergt sinds 1 januari 1989 Dekoratīvās Mākslas un Dizaina Muzejs, het Letse museum voor Toegepaste kunst en Design. Dit museum is sinds 1 januari 2010 een onderdeel van Latvijas Nacionālā mākslas muzejs, het Lets Nationaal kunstmuseum, dat meerdere vestigingen kent.